# アルジャー・ヒス

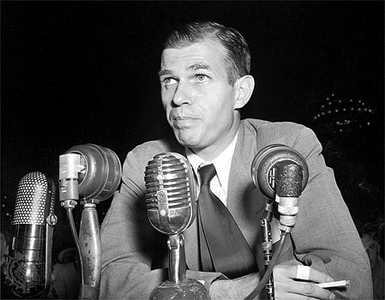
下院非米活動委員会で証言するアルジャー・ヒス

アルジャー・ヒス（Alger Hiss, 1904年11月11日 - 1996年11月15日）は、 アメリカ合衆国の弁護士および政府高官。国際連合の設立にも関わったが下院非米活動委員会に喚問され、実際にソ連のスパイ活動を行っていた。

## 生涯

### 弁護士
メリーランド州ボルチモアで5人兄弟の4番目として生まれた。織物会社の重役だった彼の父親は1907年に自殺し、彼は母親と叔母によって育てられた。
1929年にジョンズ・ホプキンズ大学およびハーバード・ロー・スクールを卒業し、最高裁判事オリバー・ウェンデル・ホームズの秘書を一年間務めた後に、ボストンのホール&スチュワート法律事務所に加入した。翌年に妻のプリシラと共にニューヨークに転居し、1933年にはニューディール政策のもと農業調整局に勤務することになった。

### スパイ
フランクリン・ルーズベルト大統領の側近として、ハリー・ホプキンズ、ウィリアム・リーヒ提督らとともにヤルタ会談に出席。1948年に元共産党員のウィッテカー・チェンバーズによって、ヒスがアメリカ共産党のスパイであることを暴露された。
「赤狩り」が吹き荒れる1950年に偽証の有罪判決を下され、5年の懲役が宣告された。スパイ行為に関しては出訴期限が尽きたため訴追を受けなかった。1992年一旦無罪とされたが、近年公開された『ヴェノナ文書』によると、GRUのエージェントとして、長年スパイ活動をしていたことが明らかになった。

## 当事者の記録と、第三者の反証
ジョン・ローウェンサール（弁護士）
1. ヒスとされている暗号名”アレス”はGRU（軍）のために働いているが、国務省のヒスは非軍事情報しか入手できない。
2. ヒスはマーシャル・プランで、ソビエト封じ込め政策を支持している。
3. ヒスはヤルタ会談後モスクワに行ったので、GRUは直接本人と話せるはずだが、副外相のアンドレイ・ヴィシンスキーに伝言を頼んだことは矛盾する。
4. FBIは国務省の文書をコピーした『ボルチモア文書』が、ヒスのタイプライターの製造日とシリアル番号が異なる偽造と知りながら隠蔽(上訴も棄却)。
5. リチャード・ニクソンが無罪判決を下した陪審員は、下院非米活動委員会に召喚される可能性があると示唆[2]。
6. ノエル・フィールドはヘーデ・マッシングの証言について、『偽証で法外な嘘』という手記を書き、ヒスの無実を主張し続けた。
7. 多くは伝聞証拠であり、暗号名は使い回されている上に、国務省には同姓の人物がいたので、アルジャー・ヒスをスパイと裏付ける証拠はない。

チェスター・レーン（弁護士）
ボルチモア文書が捏造された証拠で、ヒスは冤罪だと証明できる。
ラッセル・ブラッドフォード（ロングビーチ警察歴史協会） ラルフ・ブラッドフォード（政治家）
FBIは他のタイプライターで、同じ文書を偽造できると知りながら隠蔽した。
アンソニー・サマーズ（ノンフィクション作家）
元ホワイトハウス顧問のジョン・ディーンは回顧録で、ニクソン大統領の主任弁護士チャールズ・コルソンが、ニクソンは下院非米活動委員会がタイプライターを複製したのを認めたと述べている。ニクソンは否定したが元FBI副長官のサリヴァンは、証拠を捏造するようFBIに依頼したら「フーバーは喜んで引き受けただろう」と語った。サマーズは偽造や偽情報を仕込んだ、不穏な記録があると指摘している。
アラン・ベルモント（FBI情報部長）
（上記の理由から）ベノナ文書を証拠として採用するのは不適切。
アメリカ国家安全保障局（NSA）
（上記の理由から）KGBの記録に、ヒスの名前が発見されたと”推定される”。アレスは”恐らく”ヒスであるとして、断定はしていない。
ジェフ・キッセロフ（歴史家）
- ヒスに関する矛盾点[9]

1. 暗号名”アレス”がメキシコシティにいた頃、ヒスはワシントンにいた。
2. ノエル・フィールド（NKVDのスパイ）を採用したとされる時期、フィールドはロンドン軍縮会議のため、アメリカ国内にいなかった。
3. ウィテカー・チェンバース（元共産党員）が証言した、ヒスが持ち帰ったとされるメモは彼の手元になかった。
4. ヘーデ・マッシング（共産主義者）は、国外追放の圧力の下で証言しており、虚偽の陳述をしている。
5. マッシングはヒスに会う１週間前、（氷点下になる）真冬のポトマック川で夫と遊泳したと証言。
6. マッシングは彼女の本を精査したFBIに、事実を隠すために捏造したことを認めた。
7. ヒスが米共産党の主宰者に車を寄付したという件で、譲渡証明書の署名が偽造されていた。

ドミトリー・ヴォルコゴノフ上級大将（反ソ連の公文書監督者）
ヒスがソ連の代理人として働いたことは一度もない。
ジュリアス・コビャコフ少将（SVR）
マッシングとフィールドの個人ファイルを調べたが、ヒスに関するものは１つもなかった。ヒスは”アレス”ではない。
ヴィクター・ナヴァスキー（ジャーナリスト）
1. アレン・ワインスタインの著書『偽証罪: ヒス・チェンバース事件』に登場する全員が誤用されたと答え[12]、その１人サム・クリーガーはワインスタインから慰謝料をもらい、謝罪と訂正を公表すると約束したが守られていない[13]。
2. ベノナ文書を根拠にヒスをスパイとする人々は、みずからが支持する情報だけを集めて、ウラジーミル・パブロフ（外交官）が回顧録で否定した事など、相反する反証を無視している。ベノナ文書は冷戦構造を歪曲するために利用された[14]。

ハーベイ・クレア（歴史学教授）
『米国にソ連のスパイがいた』は大枠として正しいが、細部は間違っていて単なる魔女狩りだった。小物のスパイは判明したが、その他は立証されていない。
アサン・テオハリス（FBI/ジョン・フーバー/米諜報機関専門の歴史家）
FBIはマッカーシズムを促進しながら、防諜の失敗を隠ぺいした。
アレン・ワインスタイン（官僚・歴史家・大学教授）
ベノナ文書は説得力はあるが、決定的ではない。
エドゥアルト・マーク（研究家）
ヒスは”アレス”だった可能性のある１人にすぎない。

## 家族
- 父・チャールズ・アルジャー・ヒス（1863–1907[19]） ‐ 先祖はドイツからの移民。ボルチモアの繊維輸入会社ダニエル・ミラー社役員だったが、兄が急死したためその家族の扶養とミラー社に縁故入社させた親族の仕事上の失敗で自身の持ち株を売却して退職。1907年恐慌により転職がままならず鬱状態となり、同年剃刀で喉を切って自殺[20]。
- 姉・アン・マリー（1896–1929） ‐ ボストンの株式仲買人と結婚したが、夫が第一次大戦後の経済不況により損失を出し、金銭問題等で夫婦仲が悪化、クレンザーを飲んで自殺した[21]。
- 兄・ボズリー（1900–1926） ‐ ジョンズ・ホプキンズ大学を卒業し、20歳以上年上の金持ちのインテリアデコレーターと結婚、警官や地元紙の裁判速記者などをしていたが、飲酒による肝臓病で27歳で死去[22]。
- 弟・ドナルド（en:Donald Hiss, 1906–1989）
- 前妻・プリシラ（en:Priscilla Hiss, 1903–1984） ‐ 出版社ウィリアム・モロー・アンド・カンパニー社長のセイヤー・ホブソン (en:Thayer Hobson)と離婚後、1929年にヒスと結婚、それぞれに一男を儲けた。
- 後妻・イザベル（1908-2000） ‐ モデル、雑誌記者。シラキュース大学在学中に最初の結婚をし、ルイーズ・ダール＝ウォルフ、エドワード・スタイケン、スティーグリッツら有名カメラマンとも仕事をするなどモデルとして活躍後、グラマー (雑誌)やニューヨーク・タイムズなどで美容と健康の記事を執筆するなどした[23]。レスター・コールの元妻であり[24]、ハワード・ファストの元恋人でもあった[25]。前妻が離婚に応じなかったため、前妻没後にヒスと結婚[25]。

## 関連文献
- 『汚名　アルジャー・ヒス回想録』 井上謙治訳、晶文社、1993年
- 『ヴェノナ　解読されたソ連の暗号とスパイ活動』 新版・扶桑社、2019年
ジョン・アール・ヘインズ／ハーヴェイ・クレア、中西輝政監訳

## 関連事項
- 有効需要
- ジョン・メイナード・ケインズ
- ケインズ経済学
- フランクリン・ルーズベルト
- ブレーントラスト
- ハリー・ホワイト